# Kuih
Se denomina kuih (indonesio: kue; derivado del hokkien kueh o 粿) a alimentos de tamaño bocadillo o postrecitos muy populares en el sureste de Asia. Es un término bastante amplio que incluye ítems tales como tortitas, galletitas, dumplings, budines, bizcochitos, o pastries y que por lo general son preparados a base de arroz o arroz glutinoso. El término kueh o kuih es ampliamente utilizado en Indonesia, Malasia, Brunéi, y Singapur, para referirse a postres dulces. Si bien denominados de otras formas, es probable encontrar versiones similares de kuih en países vecinos, tales como Vietnam, Tailandia, y Birmania. Por ejemplo, el colorido kue lapis preparado al vapor y el sustancioso kuih bingka ubi también se comercializan en Birmania, Tailandia, y Vietnam.
Los kuihs no se limitan a una comida o momento del día en particular, sino que se consumen a todas horas. Son parte integral de festividades propias de Malasia, Indonesia, Brunéi y Singapur tales como Hari Raya y el año nuevo chino, el cual se denomina Tahun Baru Cina en malayo entre los Peranakan. Muchos kuih son dulces, pero algunos son picantes. En los estados del norte de Perlis, Kedah, Perak, y Kelantan, los kuih (kuih-muih en malayo) por lo general son dulces. En los estados del sureste peninsular de Negeri Sembilan, Melaka y Selangor, se preparan kuih picantes o salados. En general el kuih es más a menudo cocido al vapor que horneado, y por lo tanto poseen una textura, colores, y apariencia muy diferente de las masitas o facturas occidentales.

## Descripción
En casi todos los kuih malayos, los ingredientes saborizantes más comunes son  coco rallado (natural o saborizado), crema de coco (espesa o diluida), hojas de pandano y gula melaka (azúcar de palma, fresca o madurada). Mientras que los citados ingredientes determinan el sabor del kuih, su base y textura es determinado por un grupo de almidones: harina de arroz, harina de arroz glutinoso, arroz glutinoso y tapioca. Otros dos ingredientes comunes son harina de tapioca y harina de soja verde (mungo) (a veces denominada en ciertas recetas "harina de arveja verde") que son los responsables en otorgarle a los kuihs su textura blanda distintiva pero firme. Muy rara vez se utiliza harina de trigo en las tortas y facturas del sureste asiático.
No existe una única receta "original" o "auténtica" para la mayoría de los kuih. Tradicionalmente, la preparación de los kuih era tarea de las abuelas, tías y otras mujeres, para las cuales el mejor método de cocinar era mediante "agak-agak" (aproximación). Ellas tomaban puñados de los ingredientes y los mezclaban sin medirlos o pesarlos. El producto final se juzga por su aspecto, la consistencia de la masa y como se siente al tacto. Cada familia posee su propia receta tradicional, al igual que cada región y provincia.